# Прапор Азорських Островів
Прапор Азорських Островів (порт. Bandeira dos Açores) є регіональним прапором Португальської Республіки. Він являє собою прямокутний біколор з нерівомірно розподіленим полотнищем на синю та білу частини. У 1979 році його затвердив автономний регіональний уряд Азорських Островів, взявши за основу традиційні кольори/символи прапора Португалії, який використовується з часів Революції гвоздик.

## Дизайн

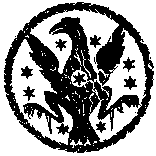
Символ Азорських островів XIX ст.

Прапор лібералістських сил 1830 року

Прапор Фронту визволення Азорських островів після Революції гвоздик

Прапор має форму прапора Португалії, проте вдвічі вужчий, таким чином його пропорції 2:3. Тло вертикально поділено на дві смуги: синю зліва та білу справа. Поділ зроблено таким чином, що синя частина займає 2⁄5 довжини, а решта 3⁄5 заповнені білим кольором. На межі цих вертикальних смуг дугою розташовано 9 п'ятипроменевих зірок над стилізованим яструбом-тетерев'ятником, крила якого розправлені до країв дуги із зірок.

## Історія
Азорські кольори беруть свій початок з королівської історії португальської нації. Вперше вони з'явилися на гербі португальського графа Генрі.
У розпал Громадянської війни в Португалії на початку XIX століття Азорські острови слугували важливим оплотом лібералів на чолі з герцогом Терцейри, які боролися проти абсолютистів, очолюваних Дом Міґелем. Таким чином було прийнято кольори прапора лібералістів Португалії, щоб продемонструвати значну роль Азорських островів у встановленні конституційної монархії в Португалії. Таким чином прапор Азорських островів являв собою адаптацію прапора, який використовувався у період з 1830 до 1910 років, коли монархію було скасовано.
Навіть після Революції гвоздик деякі групи, на кшталт Frente de Libertação dos Açores (Фронт визволення Азорських островів) почали приймати кольори, які були схожими до традиційної синьо-білої гами. Сучасний прапор Азорських островів має за основу прапор, який було вперше використано FLA, правоцентристським рухом за незалежність, який з'явився після Революції гвоздик через побоювання, що Португалія стане маріонетковою державою СРСР. За словами цієї організації білий та синій кольори представляли класичний лібералізм Португалії, який був противником «тоталітарних соціалістичних сил», які домінували в країні всередині 1970-их років.

## Символізм
Синій та білий завжди були традиційними кольорами португальської нації.
Назва архіпелагу походить від португальського слова «açor», що означає яструб-тетерев'ятник, бо саме цей птах вважався спільним при його відкритті. Однак ці птахи ніколи не мешкали на островах, насправді вони були місцевими підвидами канюка (Buteo buteo) і були невірно ідентифіковані першими дослідниками як яструби-тетерев'ятники. Отже, наявність птаха на гербі є історичною помилкою. Малий герб Португалії розміщений у верхньому лівому куті прапора.